# ニコラ・クアーリオ
ニコラ・クアーリオ（Nicola Quaglio、1991年3月9日 - ）は、トップ10、ラグビー・ロヴィーゴ・デルタに所属するラグビーユニオン選手。

## プロフィール
- イタリア・ロヴィーゴ出身。
- ポジションはプロップ(PR)。
- 身長 185cm、体重 115kg
- U20イタリア代表に選ばれたことがある[1]。
- イタリア代表キャップは14（2021年1月現在）でラグビーワールドカップ2019のイタリア代表に選ばれた[2]。

## 略歴
ロヴィーゴ・デルタを経て、2016年、ベネットンに加入。 
2021年、ロヴィーゴ・デルタに復帰。 